# Trichorhina mariani
Trichorhina mariani är en kräftdjursart som beskrevs av Arcangeli 1931C. Trichorhina mariani ingår i släktet Trichorhina och familjen myrbogråsuggor. Inga underarter finns listade i Catalogue of Life.